# لاورا بادئا-کارلسکو
لاورا بادئا-کارلسکو (رومانیایی: Laura Badea-Cârlescu؛ زادهٔ ۲۸ مارس ۱۹۷۰) شمشیرباز اهل رومانی بود.
از افتخارات وی میتوان به کسب مدال طلا فلوره انفرادی در بازی‌های المپیک تابستانی ۱۹۹۶ اشاره کرد.